# The Sporting Duchess
Pour plus de détails, voir Fiche technique et Distribution.
The Sporting Duchess est un film muet américain réalisé par Barry O'Neil, sorti en 1915
Ce film dramatique, produit par la Lubin Manufacturing Company met en vedette Rose Coghlan et Ethel Clayton. Il est considéré comme perdu.

## Distribution
- Rose Coghlan - The Sporting Duchess
- Ethel Clayton - Lady Muriel Desborough
- Joseph Kaufman - Rupert Lee
- Rosetta Brice - Vivian Darville